# مدقوق السكر
|  | يجري الآن نقاش حول نقل صفحة مدقوق السكر إلى سكر ناعم، سكر مطحون، إسم آخر. جار التوصل إلى اتفاق بشأن النقل في صفحة طلبات النقل. |

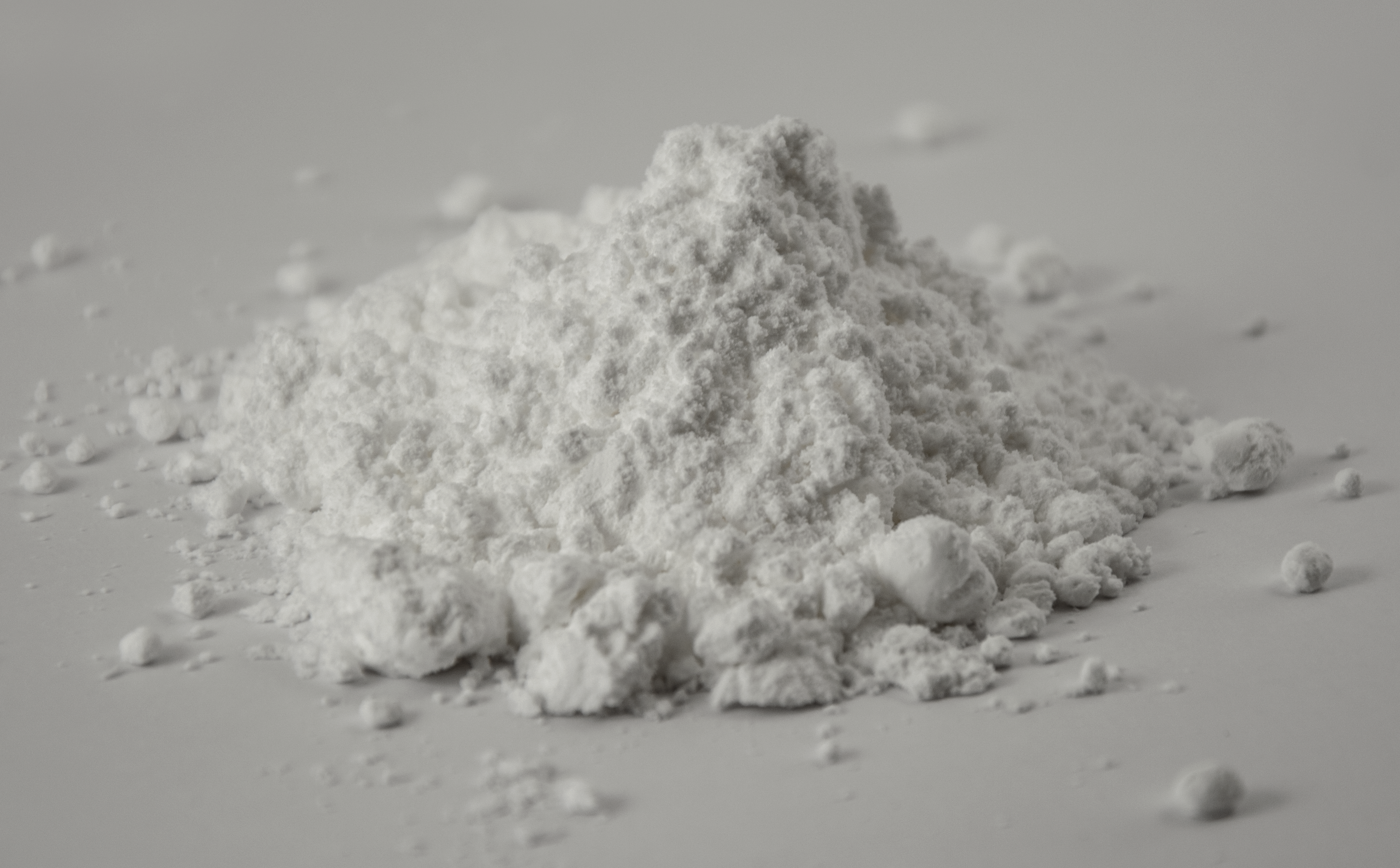
صورة مدقوق السكر.

مدقوق السكر أو مسحوق السكر مطحون السكر أو دقيق السكر (بالإنجليزية: Powdered sugar)‏ يسمى أيضا سكر الثلج هو سكر ناعم جدا (مسحوق) يستعمل في تحضير العديد من الحلويات. وهو يختلف عن السكر العادي المُعتاد السكر الحبيبي (granulated sugar).